# Ducado de Baños

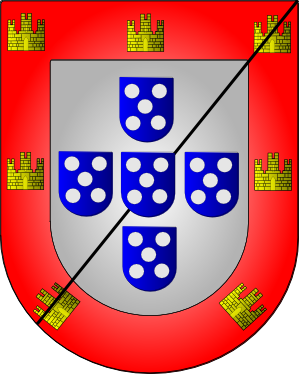
Escudo de la familia Lencastre, duques de Aveiro, en Portugal y duques de Aveyro en España.

El ducado de Baños es un título nobiliario español creado, por primera vez el 18 de septiembre de 1699 por el rey Carlos II, a favor de Gabriel Ponce de León y Manrique de Lara.
Actualmente este título no está en vigor. Es simplemente un título histórico.

## Antecedentes
- El título de duque de Baños, había sido creado con anterioridad el 18 de septiembre de 1699, por el rey Carlos II, a favor de Gabriel Ponce de León y Lencastre Manrique de Lara (1667-1745), vii duque de Aveiro (en Portugal), ii duque de Aveyro (en España), con la condición de que volviese a la Corona, en caso de fallecimiento sin tener descendendia directa. Al morir, sin descendencia en 1745, el título de Duque de Baños revirtió a la Corona. Este título, primero en crearse con la denominación de Ducado de Baños, dejó de existir. Ha habido dos nuevas creaciones de este título con la misma denominación.

Gabriel Ponce de León y Lencastre Manrique de Lara, era hijo de Manuel Ponce de León, vi duque de Arcos y de María de Guadalupe de Lencastre y Cardenas Manrique, vi duquesa de Aveiro, en Portugal, y i duquesa de Aveyro, en España.
- Fernando VI, amplió los derechos sucesorios a este título el 20 de julio de 1747, otorgando la R.C. el 19 de julio de 1751 a Antonio Ponce de León y Lencastre para él y sus sucesores, así como para los sucesores de su abuela María de Guadalupe de Lencastre y Cardenas Manrique. Es por ello que se considera como de nueva creación, siendo el i duque de Baños Antonio Ponce de León y Lencastre. El título quedó vacante a su muerte, y finalmente caducado.

- En 1985, María del Pilar Paloma de Casanova-Cárdenas y Barón, xxii duquesa de Maqueda, xxvi condesa de Cabra, baronesa de Liñola, solicitó y obtuvo la rehabilitación del ducado de Baños y se convirtió en la ii duquesa de este título, aunque fue posteriormente, en 2011, anulada de oficio dicha rehabilitación.

## Ducado de Baños (bis)
- El título de duque de Baños fue creado (totalmente independiente del anterior, aunque con la misma denominación) por el rey Alfonso XII el 31 de julio de 1875, a favor de Antonio Ramos de Meneses Ramírez y Morillas-Carreño, título que a su muerte, quedó vacante y luego caducado.

- En 1924, un descendiente de Antonio Ramos de Meneses Ramírez y Morillas-Carreño, perteneciente a la rama colateral "Ramos de Molins", solicitó la rehabilitación del Ducado de Baños, en su persona, petición que fue recusada.

Este ducado de Baños no está en vigor. Está caducado.

## Duques de Baños
|                                   | Titular                                               | Periodo                |
| Creación por Carlos II            | Creación por Carlos II                                | Creación por Carlos II |
| --------------------------------- | ----------------------------------------------------- | ---------------------- |
| i                                 | Gabriel Ponce de León y Manrique de Lara              | 1699-1745              |
| Creación por Fernando VI          |                                                       |                        |
| i                                 | Antonio Ponce de León y Lencastre                     | 1751-1780              |
| Creación por Alfonso XII          |                                                       |                        |
| i                                 | Antonio Ramos de Meneses Ramírez y Morillas-Carrillo  | 1875-1882              |
| Rehabilitación por Juan Carlos I  |                                                       |                        |
| ii                                | "María del Pilar Paloma de Casanova-Cárdenas y Barón" | "1985-2011"            |
| Anulada la rehabilitación en 2011 |                                                       |                        |

## Historia de los duques de Baños
- Gabriel Ponce de León y Manrique de Lara, i duque de Baños (concesión de Carlos II el 18 de septiembre de 1699), vii duque de Aveiro, en Portugal, ii duque de Aveyro, en España. Muerto sin sucesión. El título revirtió a la corona.

- Antonio Ponce de León y Lencastre († en 1780). i duque de Baños (por ampliación de sucesión de Fernando VI el 20 de julio de 1747 y resolución del 19 de julio de 1751), xi duque de Arcos, xvii duque de Nájera, viii duque de Aveiro (Portugal). Sin descendientes. El título de duque de Baños, revirtió nuevamente a la Corona.

- María del Pilar Paloma de Casanova-Cárdenas y Barón, ii duquesa de Baños, (por rehabilitación del ducado en 1985), Anulada la rehabilitación en 2011, xxii duquesa de Maqueda, xxvi condesa de Cabra, xxi baronesa de Liñola, hija de Baltasar de Casanova y Ferrer y de María de los Dolores Barón y Osorio de Moscoso, xxi duquesa de Maqueda, quién ostentó también la posesión del marquesado de Montemayor, marquesado del Águila, condado de Valhermoso, condado de Monteagudo de Mendoza, y la baronía de Liñola.

## Historia de los duques de Baños (Título independiente de los anteriores)
- Antonio Ramos de Meneses Ramírez y Morillas-Carrillo (1826-1882), i duque de Baños (concesión de Alfonso XII). Título caducado.